# An Adventuress
Pour plus de détails, voir Fiche technique et Distribution.
An Adventuress est un film américain muet réalisé par Fred J. Balshofer sorti en 1920.

## Synopsis
Jack Perry (Julian Eltinge), Dick Sayre (William Clifford) et Lyn Brook (Frederick Ko Vert) sont trois jeunes américains en quête d'aventures.
Leurs pérégrinations les mènent dans le pays imaginaire d'Alpania, en proie à la guerre civile, quelque part en Europe. Jack, immédiatement, a des problèmes avec les autorités du pays qui le condamnent à mort. Lyn fait sauter la prison où son ami se trouve détenu et ce dernier, déguisé en Mlle Pandora, infiltre les monarchistes tout en séduisant Zana (Virginia Rappe) une courtisane.
Puis Lynn se travestit à son tour en Mlle Thelma, donnant aux républicains le temps de monter un complot contre les royalistes. Lorsque Jack est capturé de nouveau, il décide de fuir Alpania et après s'être emparé d'un avion, il s'échappe avec Zana aux États-Unis…

## Fiche technique
- Titre : An Adventuress
- Autres titres : The Isle of Love
- Réalisation : Fred J. Balshofer

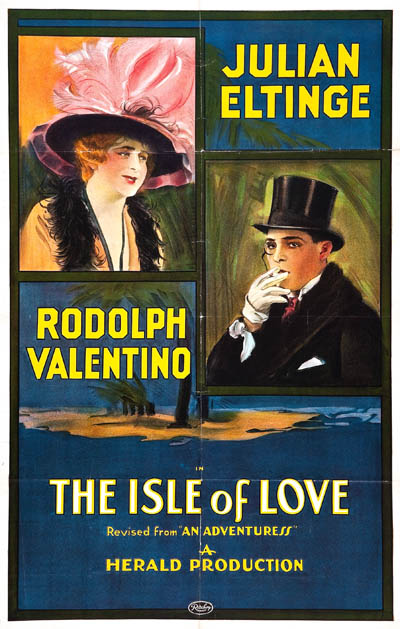
Affiche du film sous son titre alternatif.

- Scénario : Fred J. Balshofer, Thomas J. Geraghty et Charles A. Taylor
- Photographie : Tony Gaudio
- Producteur : Fred J. Balshofer
- Société de production : Yorke Film Corporation
- Société de distribution : Republic Distributing Corporation
- Pays de production :  États-Unis
- Langue : titres en anglais
- Format : Noir et blanc - 35 mm - 1,37:1  -  Muet
- Genre : Drame
- Longueur : cinq bobines
- Date de sortie :
  - États-Unis : 10 avril 1920

## Distribution

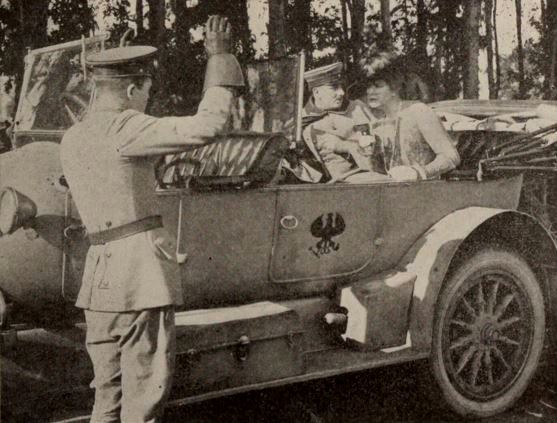
Photo extraite du film, parue dans le magazine Exhibitors Herald.

- Julian Eltinge : Jack Perry / Mlle Pandora
- Frederick Ko Vert[2] : Lyn Brook / Mlle Thelma
- William Clifford : Dick Sayre
- Leo White : Prince Halbere
- Virginia Rappe : Zana
- Rudolph Valentino : Jerold / Jacques Rudanyi Crédité comme Rodolpho De Valentina[3]
- Stanton Heck : Nebo, le Grand Duc
- Charles Millsfield : Pom Pom
- Alma Francis : Eunice
- Lydia Knott : la mère de Jack Perry
- Frank Bond :
- Fontaine La Rue :
- Frank Gastrock :
- William Pearson :
- Frederick Heck :

## Autour du film
Il existe plusieurs versions de ce même film.
Ce dernier a d'abord été écrit et tourné par Fred J. Balshofer en 1918 pour être une satire contre l'Allemagne et utilisé à des fins de propagande. Son titre de travail était Over the Rhine - Par delà le Rhin-. Le film ne sort finalement que deux ans plus tard et est monté en une histoire sensiblement différente.
Puis, le film sort à nouveau en 1922. Dans sa distribution, figure Rudolph Valentino, inconnu lorsque le film a été tourné. Devant l'immense succès de la star quelques années plus tard, Fred J. Balshofer remonte à nouveau le film en une troisième version The Isle of Love dans laquelle il reprend des rushes précédemment inutilisés pour donner un rôle plus important à la vedette tout en modifiant l'intrigue.